# 소협상

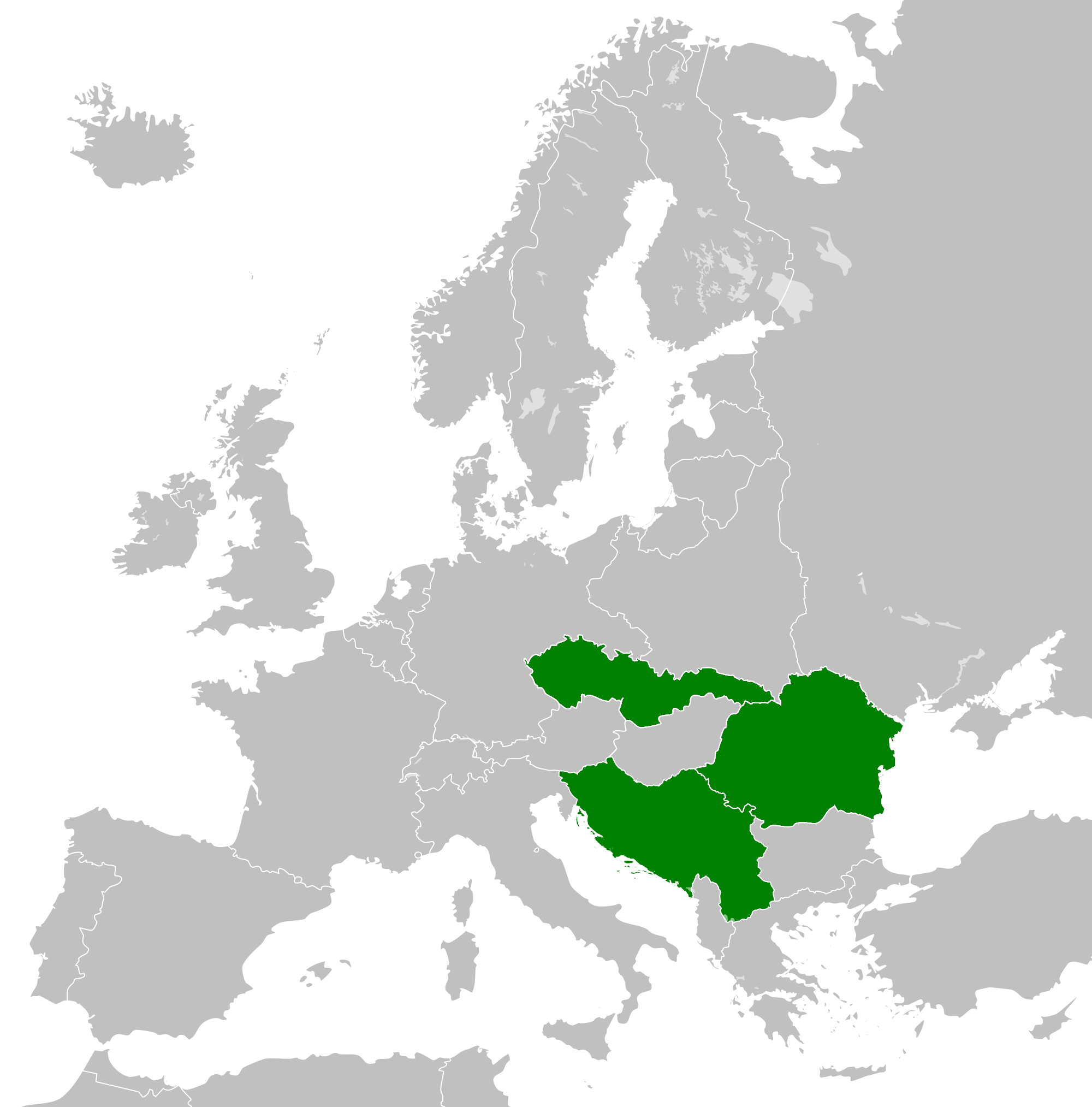

소협상(영어: Little Entente)은 체코슬로바키아 제1공화국, 루마니아 왕국, 유고슬라비아 왕국이 1921년 헝가리의 복수주의와 합스부르크 왕정복고 시도를 저지하기 위한 공동의 목표로 결성한 동맹이다. 프랑스 제3공화국이 세 나라와 각기 조약을 맺어 동맹을 지지해 주었다. 그러나 독일의 힘이 급속히 강성해지면서 1938년 붕괴되었고, 제2차 세계대전 때 동맹으로서 제대로 구실하지 못했다.

## 같이 보기
- 로카르노 조약
- 삼국 협상